# 선진포항
선진포항(船津浦港)은 인천광역시 옹진군 대청면 대청리, 대청도 섬에 있는 어항이다. 대청면에서 어업세력권이 가장 큰 어항으로 어업인구 270여명, 어선 60여척을 보유하고 있으며 천혜의 입지조건을 갖추고 있어 일찍부터 개발되어 지역의 수산업 중심 기능을 수행해 오고 있다. 1999년 1월 1일 국가어항으로 지정되었다. 관리청은 해양수산부 서해어업관리단, 시설관리자는 옹진군수이다.

## 연혁
- 선진포항은 대청면에 소재한 3개항 중 하나로 나머지 사탄동항과 옥죽포항에 비하여 시설규모면이나 어업세력권이 가장 큰 항구로 항의 위치는 섬의 동측에 위치하면서 서측으로 향입되어 어항으로서 양호한 입지조건을 갖추고 있어 일찍부터 어항으로 개발되어 왔다.
- 선진포항은 관광객 유치기능을 지원하면서 발전을 도모한 지역중심 어항으로 2000년 기본시설계획을 수립하고 2001년 11월 실시설계를 완료한 후 2002년 6월 개발에 착수하였다. 2006년 3월 기본계획을 변경하고 2006년 12월 기본계획 변경에 따른 실시설계를 완료하여.[1] 2009년에 준공하였다.[2]

## 어항구역
본 항의 어항구역은 다음과 같다.
- 수역[3]
  - 기존 동방파제에서 N45°E 방향 500m, N 방향 430m, W 방향으로 육지부를 연결하는 선을 따라 형성된 공유수면
- 육역[4]
  - 인천광역시 옹진군 대청면 대청리 377-18 외 3필지(상세내역은 생략)

## 개발 계획
2006년 3월 13일 변경고시된 개발계획은 다음과 같다.
- 동방파제 642m, 방사제 160m, 호안 244m 물양장 340m, 카페리부두 135m, 선류장 136m, 선양장 40m, 준설 157천m3, 카페리램프 1식, 부대공(전기포함) 1식

## 주어종
- 선진포항의 주어종은 우럭, 노래미 등이다.